# Димитров, Георги (футболист, 1931)
Георги́ Дими́тров Николов (болг. Георги Димитров Николов; 1 мая 1931, Бургас — 16 марта 1978) — болгарский футболист и футбольный тренер, бронзовый призёр Олимпийских игр 1956 года и участник чемпионата мира 1962 года.

## Биография

### Клубная карьера
Димитров начал карьеру в бургасском «Черноморце», а затем перешёл в «Черно море», где отыграл три сезона.
Зимой 1955 года перешёл в софийский ЦСКА, в котором отыграл 4 сезона, выиграв 5 чемпионских титулов и 2 Кубка Болгарии. Затем вернулся в «Черно море», в котором отыграл 5 сезонов и завершил игровую карьеру.

### Карьера в сборной
В составе сборной Болгарии принимал участие на олимпийском турнире 1956 года, на котором болгары завоевали бронзовые медали. Также принял участие на чемпионате мира 1962 года, но на поле не выходил. Всего за сборную Болгарии сыграл 30 матчей, в которых забил 7 мячей.

### Тренерская карьера
Работал главным тренером «Черно море» (1968—1972, 1975—1976), а также входил в тренерский штаб сборной Болгарии.

### Гибель
Погиб 16 марта 1978 года в авиакатастрофе Ту-134 в возрасте 46 лет вместе с другими пассажирами, среди которых была тренер по художественной гимнастике Жулиета Шишманова и члены сборной Болгарии по художественной гимнастике.

## Достижения
ЦСКА (София)
- Чемпион Болгарии (5): 1955, 1956, 1957, 1958, 1958/1959
- Обладатель Кубка Болгарии (2): 1954, 1955

Болгария
- Бронзовый призёр Олимпийских игр (1): 1956